# Мальабсорбция
Мальабсорбция (от лат. malus — плохой и absorbtio — поглощение) — потеря одного или многих питательных веществ, поступающих в пищеварительный тракт, обусловленная недостаточностью их всасывания в тонкой кишке.

## Классификация
Может быть первичной, наследственно обусловленной, развивающейся без очевидных причин, вторичной (приобретенной), либо возникающей при многих заболеваниях внутренних органов.
Кроме этого, мальабсорбция может быть ятрогенной, то есть искусственно созданной хирургическим путём, в бариатрической операции с целью лечения морбидного ожирения и диабета 2-го типа.

## Причины
1. Первичная развивается при генетически обусловленной энзимопатии: непереносимость фруктозы, глюкозо-галактозная непереносимость, нарушение абсорбции многих аминокислот (болезнь Хартнупа), нарушение всасывания витамина В12 или фолиевой кислоты.
2. Вторичная возникает при таких болезнях, как панкреатит, гепатит, гастрит, энтерит, целиакия, колит и некоторых заболеваниях щитовидной железы. Встречается значительно чаще первичной мальабсорбции.
3. Иногда развивается на фоне ферментативной недостаточности, дисбактериоза, прогрессирующего истощения (анорексия, булимия), гиповитаминоза, малокровия (анемия), остеопороза и повышенной моторной функции кишечника.
4. Хирургические операции на органах ЖКТ, удаление новообразований, хирургия язв желудка и двенадцатиперстной кишки, бариатрические операции.

## Клиническая картина
Симптомы мальабсорбции являются отражением расстройств обмена веществ: белкового, жирового, углеводного, минерального, водно-солевого, а также нарушения метаболизма витаминов.
Характеризуется диареей, которая в течение ряда лет может быть нерегулярной, но затем становится постоянной. Нередко встречаются малосимптомные формы, при которых временно возникает учащенный стул, выраженный метеоризм с выделением зловонных газов. Сопутствующие признаки включают: жажду, сонливость, быструю утомляемость, апатию, мышечную слабость, снижение веса. Кожный покров становится сухим, в области полости рта отмечаются явления глоссита и стоматита. Язык обычно ярко-красного цвета со сглаженными сосочками.
В выраженных случаях наблюдается полифекалия — суточное количество испражнений превышает 200 граммов и может достигать 2500 граммов. Стул неоформлен, кашицеобразный или водянистый с резким неприятным запахом, может быть учащен до 6 раз в сутки.
Постоянным признаком является стеаторея (недостаточное всасывание и вывод жиров). Дефицит минеральных веществ приводит к костным изменениям, в тяжелых случаях к остеомаляции (размягчение и деформация костей). Кроме того, возникают отеки, анемия, ярко проявляются трофические изменения кожи, ногтей, прогрессирует атрофия мышц. В печени развивается жировая и белковая дистрофия, в последующем сменяющаяся атрофией паренхимы органа. Уменьшение массы тела может доходить до степени кахексии.

## Диагностика
Включает функциональные абсорбционные тесты. При копроскопии обнаруживаются остатки непереваренной пищи, в анализе крови — гипопротеинемия.

## Лечение
Назначение диеты, в ряде случаев, парентерального питания, антимикробной терапии (с целью восстановления эубиоза кишечника), регуляторов моторики, энтеросорбентов, вяжущих, желчегонных и ферментных препаратов, а в ряде случаев иммуномодуляторов.